# Raihan Hasan
Raihan Hasan là một cầu thủ bóng đá người Bangladesh thi đấu ở vị trí hậu vệ. Hiện tại anh thi đấu cho Sheikh Jamal Dhanmondi Club.

## Bàn thắng quốc tế

### Olympic Team
| #  | Ngày                | Địa điểm                  | Đối thủ    | Tỉ số | Kết quả | Giải đấu                    |
| -- | ------------------- | ------------------------- | ---------- | ----- | ------- | --------------------------- |
| 1. | 11 tháng 2 năm 2016 | SAI Centre, Paltan Bazaar | U-23 Nepal | 2-0   | 2-0     | Đại hội Thể thao Nam Á 2016 |